# Pierre-Esprit Radisson

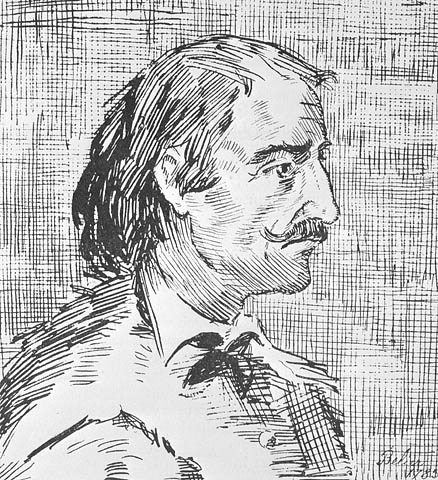
Pierre-Esprit Radisson

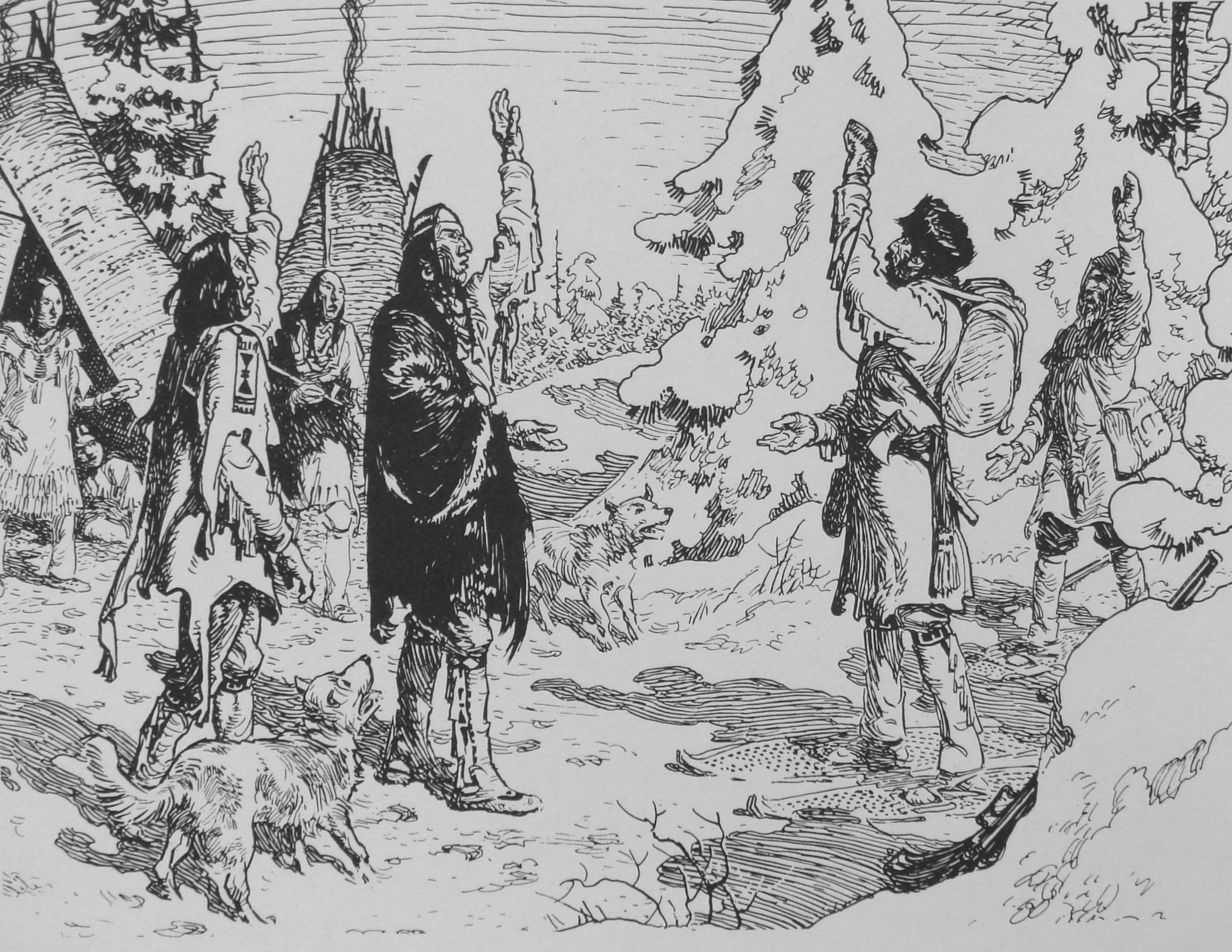
Llegada de Radisson a un campamento indio en 1670 (Grabado de Charles William Jefferys)

Pierre-Esprit Radisson (1636 – 1710) fue un coureur des bois, explorador y cartógrafo francés, cuyas exploraciones en la Nueva Francia en 1668 condujeron a la formación de la Compañía de la Bahía de Hudson.

## Biografía
Radisson emigró a la Nueva Francia siendo un adolescente y fue capturado por una incursión iroquesa hacia 1652, siendo adoptado por sus captores y acostumbrándose a su modo de vida. Radisson se escapó pero fue recapturado y torturado. Tras vivir dos años con los iroqueses, huyó y regresó a Trois-Rivières, donde fue contratado por Médard Chouart des Groseilliers que se había casado entretanto con su medio hermana. Se convirtieron en coureur des bois y en 1659 viajaron a las regiones del comercio de piel, alrededor de los lagos Míchigan y Superior. A su regreso en 1660 llevaban consigo un cargamento de pieles en más de un centenar de canoas. Como no tenían licencia para el comercio de pieles, el entonces gobernador de Nueva Francia, Pierre de Voyer d'Argenson, les confiscó el cargamento y les impuso una multa.
Des Groseilliers no pudo obtener justicia durante un viaje que realizó a Francia y tampoco logró apoyo para formar una compañía comercial que explotase las zonas que habían explorado en su campaña y que les permitió descubrir la mer salée (el mar salado) del que hablaban los nativos, y que no era sino la bahía de Hudson. Tras el regreso de Des Groseilliers, ambos exploradores partieron para Boston para intentar atraer a las autoridades de Nueva Inglaterra a su empresa. Allí se reunieron con el coronel inglés George Cartwright, que los llevó a Inglaterra y los presentó en la corte del rey Carlos II.
En junio de 1668 finalmente partieron de Inglaterra a bordo de dos navíos mercantes fletados por el príncipe Ruperto del Rin, el Eaglet y el Nonsuch, con los que penetraron en la bahía de Hudson desde el norte. Así descubrieron una nueva ruta más corta que eliminaba además la necesidad de penetrar por el río San Lorenzo, controlado por los franceses. Solamente el Nonsuch llegó a la bahía, con Des Groseilliers a bordo, dado que el Eaglet, con Radisson, sufrió daños en una tormenta y tuvo que regresar a Inglaterra. Se fundó en la desembocadura del río Rupert Fort Rupert y Des Groseilliers regresó a Inglaterra al año siguiente con un importante cargamento de pieles. La expedición fue en conjunto un éxito rotundo que condujo a la fundación al año siguiente, en 1670, por parte de los ingleses, de la Compañía de la Bahía de Hudson (en inglés, la Hudson's Bay Company, conocida por sus siglas HBC).
Durante un viaje a Londres en 1674, Radisson y Des Groseilliers, decepcionados con el trato que recibían de la nueva compañía, fueron convencidos por el jesuita Charles Albanel para que regresaran a la Nueva Francia. Sin embargo, fueron recibidos fríamente por el gobernador Louis de Buade de Frontenac y Radisson volvió pronto a Francia, donde se alistó en la Marina. Radisson había sido presentado en 1681 en París al más importante comerciante francés en la Nueva Francia, Charles Aubert de La Chesnaye, asociado con Jean Oudiette, entonces  director de la «Ferme d'occident» (una de las cinco entidades que sucedieron a la Compagnie des Indes occidentales y que garantizaba ciertos privilegios sobre el comercio de las Antillas y de Quebec).
Al año siguiente, La Chesnaye recibió una carta garantizándole el comercio de pieles a través de la bahía de Hudson, y fundó la Compagnie de la Baie du Nord. Para llevar adelante la empresa, debía fundar un asentamiento francés en la bahía, y Radisson y Des Groseilliers fueron los elegidos para llevar a cabo ese cometido, gracias al buen conocimiento de la región y de sus habitantes. En agosto de 1682, Radisson y Des Groseilliers condujeron dos barcos de la empresa hasta la desembocadura del río Monsoni (hoy río Hayes), en el extremo sur de la bahía James. Luego arrebataron Port Nelson, en la desembocadura del río Nelson, a los ingleses e hicieron muchos prisioneros, entre ellos el gobernador de la colonia británica, John Bridgar. También se apoderaron de un barco bostoniano, propiedad de Guillam Benjamin, un comerciante que vivía fuera de la ley de Nueva Inglaterra, y llevaron de regreso una carga impresionante de pieles.
Pero al volver a Quebec, orgullosos por su éxito, se les negó el justo pago por su contribución por el motivo de que Francia no estaba en guerra con Inglaterra. El oficial inglés capturado fue liberado y el barco devuelto a los ingleses. Además, ellos se negaron a pagar el impuesto del 25% sobre la carga de sus pieles, lo que les valió ser enviados a Francia por Joseph-Antoine Le Febvre de La Barre, entonces gobernador general de la Nueva Francia, para que el caso fuese juzgado. Disgustados, Des Groseilliers dejó la compañía y Radisson regresó a Inglaterra, ya que entretanto su hija se había casado con uno de los directores de la Compañía de la Bahía de Hudson. Radisson volvió a entrar al servicio de la HBC en 1684 y dirigió varias expediciones contra los franceses en la bahía. En concreto, forzó a su sobrino a devolver Fort Bourbon (el nombre francés de York Factory (Manitoba)) a la HBC. Entre 1685 y 1687 dirigió el comercio desde el cercano Fort Nelson, el puesto establecido en la boca del río Nelson.
En 1687 obtuvo la ciudadanía inglesa y volvió a Inglaterra, donde terminó de escribir los relatos de sus viajes. Se retiró con una pequeña pensión y beneficios de la HBC y murió en 1710 en la pobreza.